# Tian
Tian (xinès: 天, pinyin: Tiān) és el caràcter xinès que representa el cel amb els seus dos significats: com a espai físic i com a concepte religiós. Com a tal, ocupa un lloc important dins del moïsme, el daoisme i el confucianisme. En el taoisme i el confucianisme, Tiān (l'aspecte celeste del cosmos, sovint traduït com "Cel") s'esmenta en relació amb el seu aspecte complementari de Dì (地, sovint traduït com "Terra"). Es creu que mantenen els dos pols dels Tres Regnes (三界) de la realitat, amb el regne mitjà ocupat per la Humanitat (人, Rén), i el món inferior ocupat pels dimonis (específicament la bruixeria); (鬼, Guǐ) i "fantasmes", els condemnats, concretament (魔, Mó).
Tian de vegades també es refereix a un déu celestial. Per això és difícil distingir quan es refereix a un ens personal o quelcom impersonal. També s'ha utilitzat per referir-se al déu catòlic.
Tot i que durant la dinastia Zhou s'afirmava que la seva deïtat Tian provenia de la dinastia Xia, els historiadors moderns creuen que era original dels zhou. Al començament, Tian probablement es referia als avantpassats. Després de succeir els  hang, el Tian dels Zhou es va fondre amb el déu Shangdi d'aquells, i va adquirir el poder d'alterar el Mandat del Cel. A partir de llavors es va relacionar amb l'emperador, que era anomenat "el fill del Cel"

## Confucianisme
El concepte de cel (Tian, 天) és generalitzat en el confucianisme. Confuci tenia una confiança profunda en el cel i creia que el cel anul·lava els esforços humans. També pensava que estava complint la voluntat del cel, i que el cel no permetria que el seu servent, Confuci, fos assassinat fins que la seva feina no acabés.